# Maximum Heavy Metal
Maximum Heavy Metal è l'album d'esordio da solista del chitarrista britannico Jimmy Murrison, pubblicato nel 2001. Si tratta di un album di cover, in omaggio agli artisti che lo hanno ispirato.

## Tracce
1. Hellion – 4:43
2. Son of a Bitch – 4:26
3. Balls to the Wall – 12:41
4. Bomber – 4:43
5. Ace of Spades – 4:41
6. We Are the People – 3:33
7. Wild Child – 7:41
8. Denim and Leather – 6:45

## Formazione
Gruppo
- Jimmy Murrison - chitarra

Altri musicisti
- Zal Cleminson - chitarra acustica a 12 corde in Cocaine
- Jeff Baxter - sintetizzatore, vocoder
- David Pack - tastiera